# Mertensophryne uzunguensis
Mertensophryne uzunguensis es una especie de anfibios de la familia Bufonidae.
Es endémica de Tanzania.
Su hábitat natural incluye praderas tropicales o subtropicales a gran altitud, pantanos y marismas intermitentes de agua dulce.
Está amenazada de extinción.